# Johannes Scheiber
Johannes Scheiber (* 24. Dezember 1879 in Nordhausen; † 26. Dezember 1961 in Oberstdorf) war ein deutscher Chemiker und Hochschullehrer an der Universität Leipzig.

## Leben
Seit 1898 studierte Scheiber an den Universitäten Berlin, Leipzig und Göttingen und schloss 1902 seine Promotion in Chemie an der Universität Leipzig ab. Im Jahr 1907 folgte dort die Habilitation für Chemie über N-Alkyloxime. Von 1907 bis 1915 lehrte er als Privatdozent in Leipzig, 1915–1938 als nichtplanmäßiger außerordentlicher Professor, 1938–1945 als planmäßiger außerordentlicher Professor für Chemische Technologie. Er arbeitete 1902–1919 als Assistent im Labor für Angewandte Chemie und Pharmazie und nahm 1915 bis 1918 am Ersten Weltkrieg teil. Seine Forschung lag auf dem Gebiet der Trocknung und Filmbildung fetter Öle. Er war Mitredakteur der Fachzeitschrift Farbe und Lack und mehrjährig in der Lack- und Kunstharzindustrie tätig. Im November 1933 unterzeichnete er das Bekenntnis der deutschen Professoren zu Adolf Hitler.

## Schriften
- Kunststoffe. Leipzig 1935.
- Chemie und Technologie der künstlichen Harze. 2. Aufl. Stuttgart 1943.